# Lufara dravá
Lufara dravá (Pomatomus saltatrix) je dravá ryba, jediný žijící druh čeledi lufarovitých. Vyskytuje se poměrně hojně v pelagické zóně teplých moří celého světa, dobře snáší také brakickou vodu v ústích velkých řek.
Ryba má tělo proudnicového tvaru, bývá obvykle dlouhá okolo půl metru a váží dva až tři kilogramy, rekordní úlovky dosáhly 130 cm a přes 14 kg. Hřbetní ploutev je rozdělena na dva segmenty, přední má sedm paprsků a zadní dvacet dva až dvacet sedm. Šupiny jsou ktenoidního typu. Lufara je zbarvená do modra, to jí dalo starší český název modroun tanečník nebo anglický bluefish. Dožívá se průměrně deseti let.
Je to velmi agresivní ryba, přezdívaná „mořská piraňa“. Ve velkých skupinách napadají lufary hejna drobných ryb (sleď, sardinka, ančovička) a svými ostrými zuby trhají z kořisti zaživa kusy masa. Stává se, že poté, co se nasytí, vyvrhnou natrávenou potravu a pokračují v lovu. Vyskytuje se u nich kanibalismus, mnohdy také pokoušou lidi, kteří plavou v blízkosti hejna. Jsou vyhledávanými sportovními i konzumními rybami, loví je také žraloci a mečouni.